# Сьвешино (Західнопоморське воєводство)
Сьвешино (пол. Świeszyno) — село в Польщі, у гміні Свешино Кошалінського повіту Західнопоморського воєводства.
Населення — 1551 особа (2011).
У 1975-1998 роках село належало до Кошалінського воєводства.

## Демографія
Демографічна структура станом на 31 березня 2011 року:
|          | Загалом | Допрацездатний вік | Працездатний вік | Постпрацездатний вік |
| -------- | ------- | ------------------ | ---------------- | -------------------- |
| Чоловіки | 788     | 187                | 558              | 43                   |
| Жінки    | 763     | 167                | 480              | 116                  |
| Разом    | 1551    | 354                | 1038             | 159                  |